# Clarence, Iowa
Clarence là một thành phố thuộc quận Cedar, tiểu bang Iowa, Hoa Kỳ. Năm 2010, dân số của thành phố này là 974 người.

## Dân số
Dân số qua các năm:
- Năm 2000: 1008 người.
- Năm 2010: 974 người.